# عادل أبو شنب
عادل أبو شنب (1931 - 27 أيار 2012)، مؤرِّخ وقاصٌّ وروائي سوري، وكاتب مسرحي وتلفازي وصحفي، لقِّب بحكواتي الشام. وهو عضو جمعية القصة والرواية في اتحاد الكتَّاب العرب.

## سيرته
ولد الأديب السوري عادل أبو شنب بدمشق عام 1931 من أب حجازي وأم سورية، ونشأ في حي القيمرية ودرس في مدارسه، وهنالك كان يقع الجامع الأموي الذي أزاد فيه من ثقافته الدينية، وهنالك أيضا تقع المكتبة الظاهرية وفيها تناول الكثير من الروايات والقصص بنهم كبير، إلى أن دخل الجامعة ليدرس في قسم الفلسفة وعلم النفس. مجاز في اللغة العربية من كلية الآداب بجامعة دمشق، عمل في الصحافة محرراً ورئيس تحرير لمجلة أسامة للأطفال ورئيساً للقسم الثقافي في جريدة تشرين.

## حياته المهنية
خلال دراسته عام 1950 عمل في مجال الصحافة في جريدة لسان الشعب فكان يحررها وحيداً وكانت تصدر وسط غابة من الصحف التي كانت تصدر في دمشق حيث كان عددها يزيد على 21 جريدة صباحية واثنتين مسائيتين وثلاث مجلات أسبوعية، ثم انتقل من لسان الشعب إلى صحيفة الجمهور التي كان يصدرها الصحافي بشير كعدان ثم إلى صحيفة الشام التي كان صاحبها بكري المرادي، ومنها إلى جريدة العلم التي كانت تصدر ظهر كل يوم، وأثناء ذلك قامت الوحدة بين مصر وسورية فصدرت جريدة الوحدة التي كان مديرها العام راتب الحسامي ورئيس تحريرها جلال فاروق الشريف فعمل رئيساً لتحرير قسم الثقافة والمنوعات فيها حتى وقع الانفصال.
كتب عادل أبو شنب كذلك لصالح الدراما التلفزيونية علاوة على التأليف المسرحي والفني والدراما الإذاعية حيث كتب أكثر من عشرة مسلسلات شهيرة، فكان مجددا ومنوعا في مجالات ابداعية مختلفة أجبر في كثير من الأحيان لأن يجوب بحارها كما صرح عن ذلك بنفسه، لكنه كان خلاقا فيها جميعا، حتى عندما أسس مجلة أسامة التي خصصت للأطفال كان قادرا ورائدا في مجال صعب وشائك ويحتاج إلى معرفة ودراية بعالم الطفل وسيكولوجيته.

## أعماله

### قصص قصيرة
إلى جانب أعماله المختلفة لم يتخل أبدا عن كتابة القصص، فكان أول عمل له بعنوان(عالم ولكنه صغير) بعد ذلك بدأ في بث قصصه القصيرة في الراديو عن طريق صديق له كان يعمل مذيعا في الإذاعة وهو عبد الهادي البقاش، أمر هذا مكنه من أن يتجاوز المحيط الضيق إلى محيط أرحب، وليبدأ بعد ذلك تجربته في الإعداد الإذاعي عبر برنامج اسمه ألوان، وكان يتحدث عن مجمل النشاطات الفكرية والأدبية والفنية التي تحدث خلال الأسبوع.
- عالم ولكنه صغير - دمشق 1956.
- زهرة استوائية في القطب - دمشق 1961.
- الثوار مروا ببيتنا - دمشق 1963.
- أحلام ساعة الصفر - اتحاد الكتاب العرب - دمشق 1973.
- الآس الجميل - اتحاد الكتاب العرب - دمشق 1979.

### روايات
بقي هاجس القصة والشخوص التي عايشها في حارة القيمرية بلاحق خياله المبدع حتى نسج حبكة رواية (وردة الصباح) التي يقول عنها: «هذه الرواية كانت مختمرة في ذهني لأنها تمثل بيئتي التي نشأت فيها، هذه البيئة وشخوص الرواية مستوحاة من حي القيمرية ذاته».
- وردة الصباح، اتحاد الكتاب العرب - دمشق 1976.
- الأول والأخير
- ذَكَرُ السلحفاة، التي منعت في سورية مما اضطره لأن يطبعها في بيروت.
- وردة الصباح

### أبحاث
بسبب ندرة الكتّاب آنذاك كلف أبو شنب مع العدد المحدود من كتّاب ذلك الوقت بأن يتعدى مهنته كقاص وصحفي إلى كتابة أبحاث في المسرح والتاريخ الفني، مما حمله على إصدار عدد من الكتب منها:
- حياة الفنان عبد الوهاب أبو السعود- دراسة - دمشق 1962.
- مسرح عربي قديم كراكوز- دمشق 1964، تطرق فيه لظاهرة كركوز وعواظ (خيال الظل).
- كان ياما كان - دراسة - اتحاد الكتاب العرب - دمشق 1971.
- صفحات مجهولة في تاريخ القصة السورية - وزارة الثقافة - دمشق 1974
- بواكير التأليف المسرحي في سورية - دراسة - اتحاد الكتاب العرب - دمشق 1978.
- من معارك النقد الأدبي في سورية في الخمسينات- دمشق 1984.
- رائد المسرح العربي أبو خليل القباني

### مسرح
ترك الراحل عدداً من الأعمال المسرحية مثل:
- الفصل الجميل، مسرحية للأطفال - دمشق 1960.
- اغتيال ملك الجان، اتحاد الكتاب العرب - دمشق 1981.

### قصص الأطفال
- الطفل الجميل، دار مجلة الثقافة - دمشق 1960.
- السيف الخشبي - دمشق 1973.
- الطفل الشجاع - دمشق 1977.
- أصدقاء النهر - دمشق 1979.

### مسلسلات تلفزيونية
من أشهر كتاباته التلفزيونية مسلسلات:
- حارة القصر
- فوزية
- هذا الرجل في خطر
- الزاحفون

## إرثه
جمع عادل أبو شنب في جميع ما كتب وأبدع من مسرحيات ودراسات ومقالات وروايات وقصص بين الطرافة والتاريخ والفائدة، وسعى جهده لجمع شتات المعلومات المتفرقة هنا وهناك عن التراث الشعبي والعادات والتقاليد وأعلام سورية، وعن مواضيع مهمة ومهملة مثل حمامات السوق وجلسات المشايخ والأسواق الشعبية، والأعياد والعراضات والطبخ وغيرها، مما جعل هذه المؤلفات مرجعاً لا غنى عنه في عملية إحياء التراث الشعبي السوري.
فقد كان يعرف كيف يخاطب القراء وكيف يداعبهم ويجري اللقاءات مع الكتاب والمبدعين والفنانين فكان عطاؤه الصحافي رديفاً لعطائه الأدبي الذي أثمر نحو 40 كتاباً في القصة القصيرة والرواية والفولكلور والتاريخ الفني والأطفال.

## وفاته
ظل عادل أبو شنب ينتج والقلم بيده برغم العجز الذي أصابه في أواخر أيامه إلى أن غيبه الموت عن عمر يناهز 81 عاماً، مساء الأحد ال 27 من أيار 2012 تاركا إرث الحكواتي الدمشقي الأصيل اللطيف المحب الذي كان ينشد الفرح والحبور لمن حوله دون أن يتناسى دمشق التي حملها في فؤاده حتى النهاية.